# Афзаметдинова, Сания Юнусовна
Сания́ Юну́совна Афзаметди́нова (24 декабря 1924, Казань — 6 июня 2019) — советский архитектор.

## Биография
Родилась 24 декабря 1924 года в Казани. Татарка. В 1948 году окончила МАРХИ.
С 1963 года — главный архитектор НИИ Днепроград.
Умерла 6 июня 2019 года.

## Сооружения

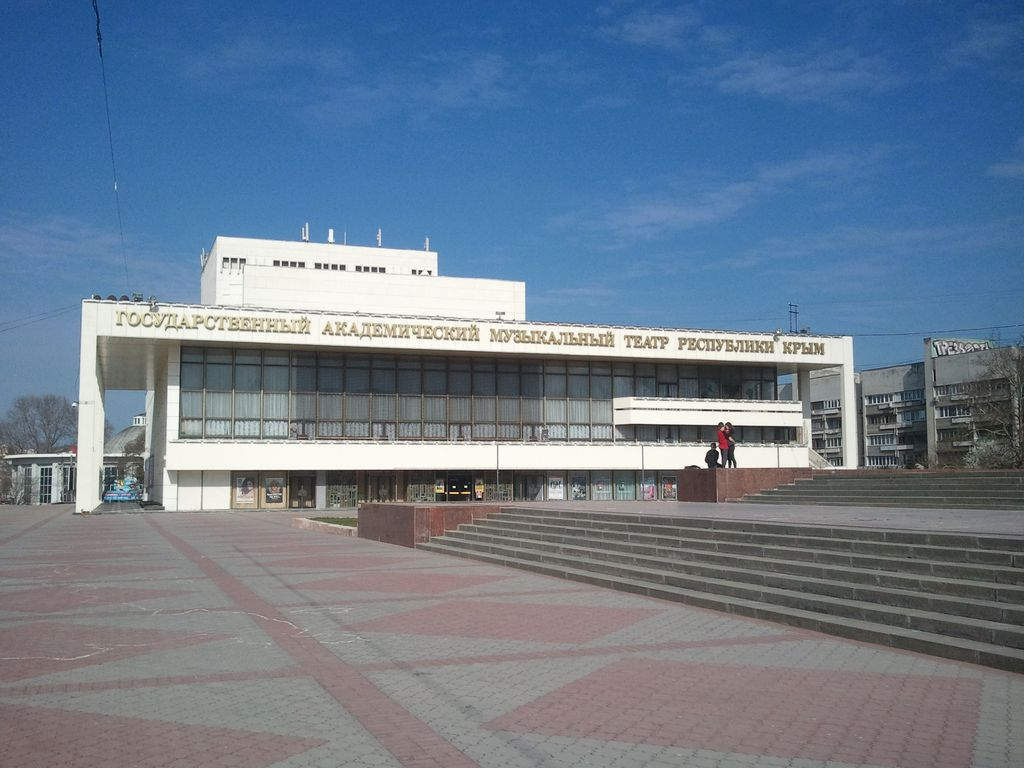
Музыкальный театр Республики Крым, пл. Ленина, Симферополь

- Дома на бульваре Леси Украинки в Киеве (1968–1972) — в соавторстве.
- Крымский академический украинский музыкальный театр в Симферополе (1976, торжественно открыт 26 февраля 1977) — в соавторстве.
- Закарпатский ОГУМДТ в Ужгороде (1979) — в соавторстве.

Впервые в отечественной практике, исходя из конкретной градостроительной ситуации, спроектировала театр (в Симферополе) не с традиционной симметричной, а с асимметричной объемно-пространственной структурой.

## Премии
- Государственная премия УССР имени Т. Г. Шевченко (1978) — за создание Крымского ОМДТ в Симферополе